# Marthall
Marthall – wieś w Anglii, w hrabstwie ceremonialnym Cheshire, w dystrykcie (unitary authority) Cheshire East. Leży 41 km na wschód od miasta Chester i 246 km na północny zachód od Londynu.